# Penisola di Valdés
La Penisola di Valdés (in spagnolo Península Valdés) è una penisola situata lungo la costa atlantica nel settore chiamato Mare Argentino della Provincia del Chubut, in Argentina. Ha un'estensione di circa 3.625 km². L'unico nucleo abitato è il villaggio di Puerto Pirámides, mentre la città più vicina è Puerto Madryn, distante circa 50 km. Costituisce l'estremità meridionale del golfo San Matias. Legata alla terraferma da un istmo di poco più di 6 km di lunghezza, forma all'interno del golfo San Matias il golfo San José, di cui l'istmo costituisce la parte meridionale. A sud dell'istmo invece la penisola forma un altro golfo, il golfo Nuevo.
Dichiarata nel 1999 patrimonio dell'umanità dall'Unesco, buona parte della penisola è costituita da terreno arido con qualche lago salato. Il più grande di questi laghi si trova ad un'altitudine stimata di 40 metri sotto il livello del mare.

## Geografia
La penisola ha una dimensione di circa 3.625 km2 (senza contare l'istmo di Carlos Ameghino che collega la penisola alla terraferma). La grande città più vicina è Puerto Madryn. L'unica città della penisola è il piccolo insediamento di Puerto Pirámides. Ci sono anche un certo numero di estancias, dove vengono allevate le pecore.

### Ambiente
La maggior parte della penisola è terra arida con alcuni laghi salati. Il più grande di questi laghi ha un'altitudine di circa 40 m. sotto il livello del mare, fino a poco tempo fa si pensava che fosse l'altitudine più bassa in Argentina e Sud America (il punto più basso in realtà era la Laguna del Carbón, in Argentina, che è anche il punto più basso di tutto il Sud America).

### Fauna selvatica

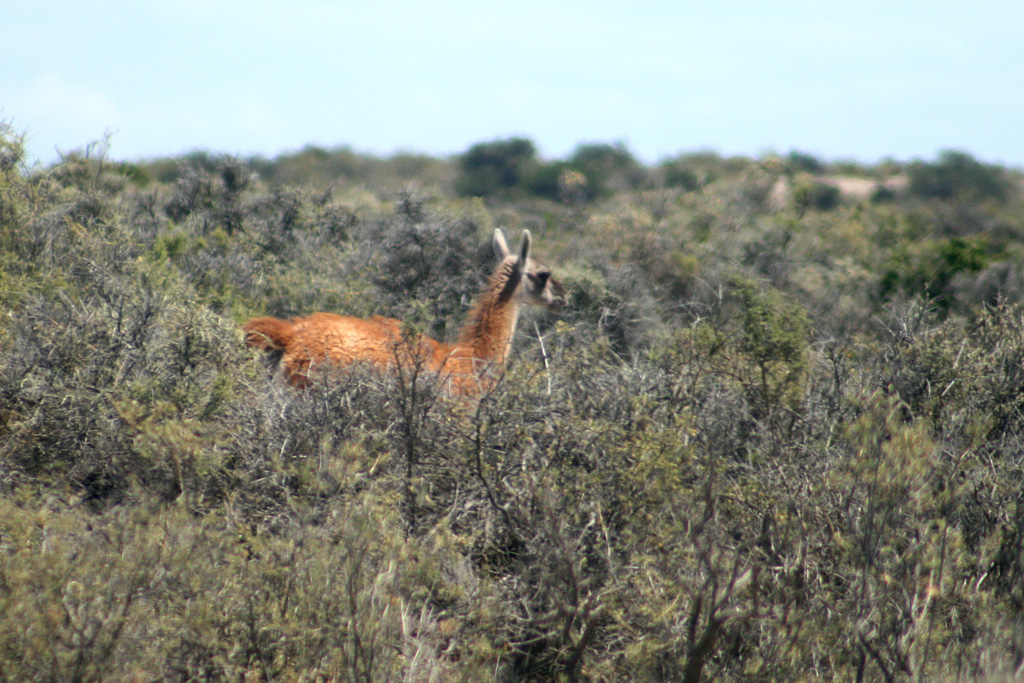
Guanaco selvatico nella penisola di Valdés, Argentina.

La costa è abitata da mammiferi marini, come leoni marini, elefanti marini e otarie orsine. Le acque adiacenti contengono il più importante terreno al mondo  di riproduzione delle balene franche australi. Si trovano nel Golfo Nuevo e nel Golfo San José, specchi d'acqua protetti situati tra la penisola e la terraferma della Patagonia. Queste balene arrivano tra maggio e dicembre, per l'accoppiamento e il parto, perché l'acqua del golfo è più tranquilla e calda rispetto al mare aperto. Le orche possono essere trovate anche al largo della costa, in mare aperto. Sono note per spiaggiarsi sulla riva per catturare leoni marini ed elefanti marini.
La parte interna della penisola è abitata da nandù, guanachi e maras. Nella penisola vive anche una vasta gamma di uccelli, con almeno 181 specie registrate, tra cui l'uccello del Capo. La penisola, insieme alle vicine Punta León e Punta Loma, è stata designata Important Bird Area (IBA) da BirdLife International perché supporta popolazioni significative di pinguini di Magellano (con circa 150.000 coppie riproduttive), cormorani delle rocce e imperiali, gabbiani kelp e sterne sudamericane.

### Clima
La penisola di Valdés ha un clima freddo e desertico che confina con un clima freddo semi-desertico (BSk). Ha un clima tipico della Patagonia settentrionale che viene modificato con le interazioni tra i modelli di circolazione atmosferica e l'oceano adiacente. La penisola si trova tra la fascia subtropicale di alta pressione (situata a 30oS) e la zona di bassa pressione subpolare (situata tra 60o e 70oS), con il risultato che il vento è prevalentemente da ovest. La temperatura media annua è di 10,6 °C, che varia da una temperatura media mensile di 8 °C in inverno a 18 °C in estate. Durante l'inverno, le temperature oscillano tra 0 e 15 °C con gelate comuni, con una media di 12-20 giorni durante la stagione.  Le temperature in estate possono oscillare tra i 15 e i 35 °C. 

### Flora

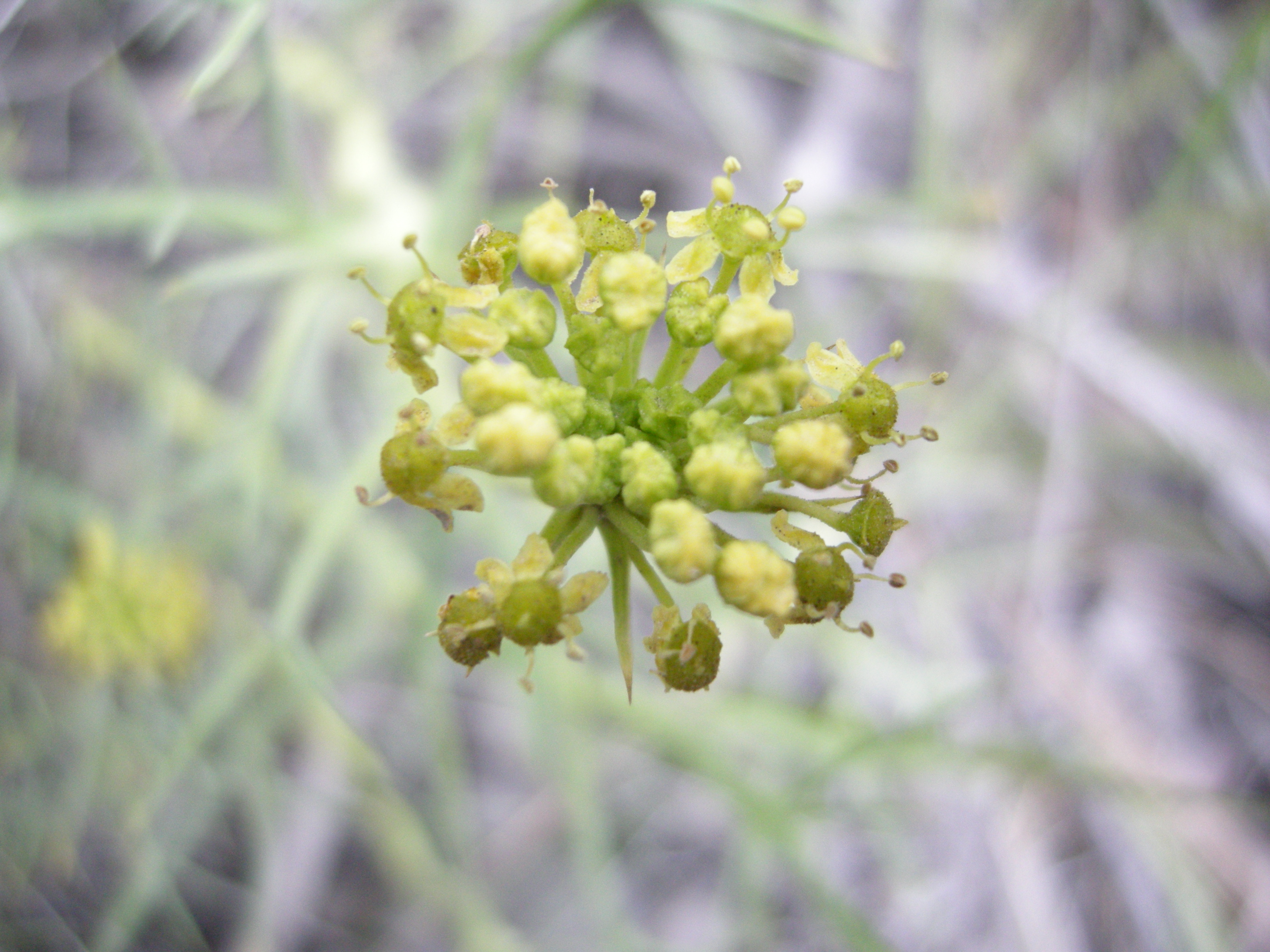
Neneo (Mulinum spinosum): infiorescenza.

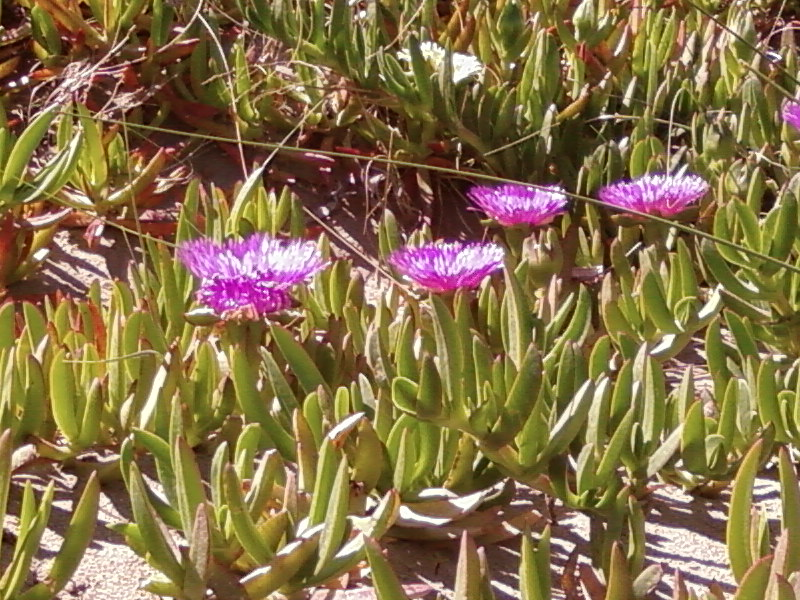
Fiori di zanna della strega (Carpobrotus edulis).

È ricoperta da una rara vegetazione. Questa è una caratteristica della provincia della Patagonia secca, dominata dalla steppa arbustiva. L'arbusto predominante è la jarilla (Larrea cuneifolia) e (Larrea divaricata). Ma notiamo anche il quilembai (Chuquiraga avellanedae), l'uña de gato (Chuquiraga hystrix), la chirriadora (Chuquiraga erinacea), il junquillo (Sporobolus rigens), la flechilla (Stipa tenuis), il piquillín (Condalia microphylla), il molle (Schinus polygamus), il llaullín (Lycium chilense), il neneo ( Mulinum spinosum), mata mora (Senecio filagenoides), Nassauvia fuegiana (Carpobrotus edulis) il palo azul (Cyclolepis genistoides), l'olivo (Hyalis argentea), la flechilla (Piptochaetium napostaense), la peludilla (Plantago patagonica) e la flechilla grande (Stipa longiglumis).

### Fauna
È un'importante riserva naturale. La costa è abitata da mammiferi marini, come il leone marino sudamericano, l'elefante marino e la foca sudamericana. La balena franca può essere inoltre avvistata nel Golfo Nuevo e nel Golfo San José, specchi d'acqua protetti, situati fra la penisola e la terraferma della Patagonia. Queste balene migrano in queste acque fra maggio e dicembre, per l'accoppiamento e il parto, poiché le acque nel golfo sono più calme e più calde che in mare aperto. Anche l'orca è visibile lungo la costa, nel mare aperto oltre la penisola.
L'interno della penisola è abitato da nandù, guanachi e maras. Nell'isola è presente anche una grande varietà di uccelli: almeno 181 specie, 66 delle quali migratorie, vivono nella regione, incluso il piccione Antartico.

## Note

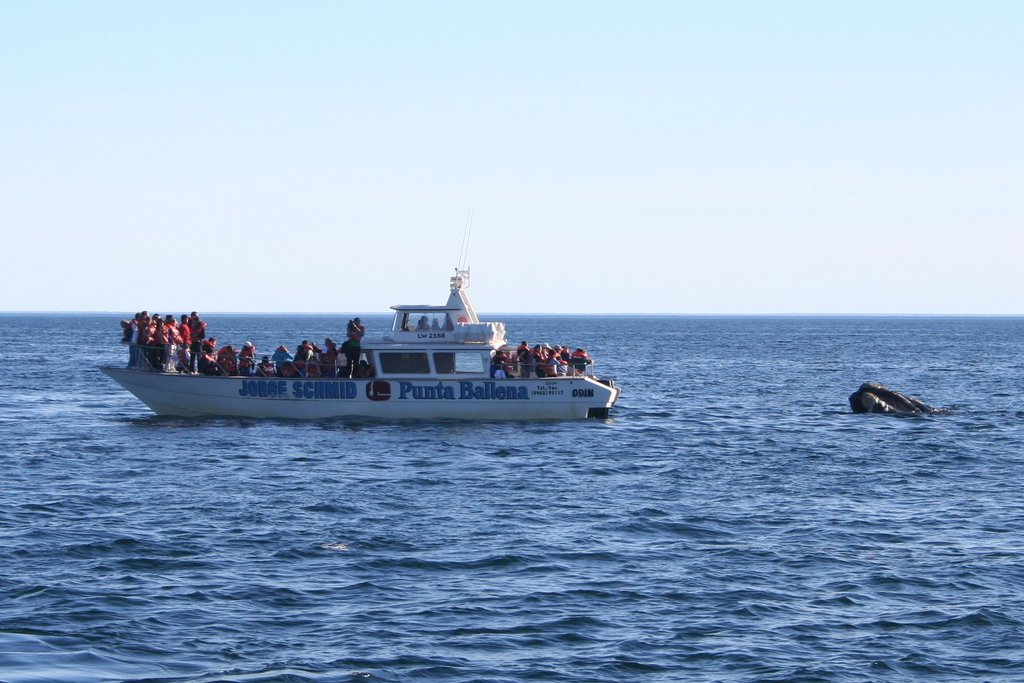
Osservazione dei cetacei
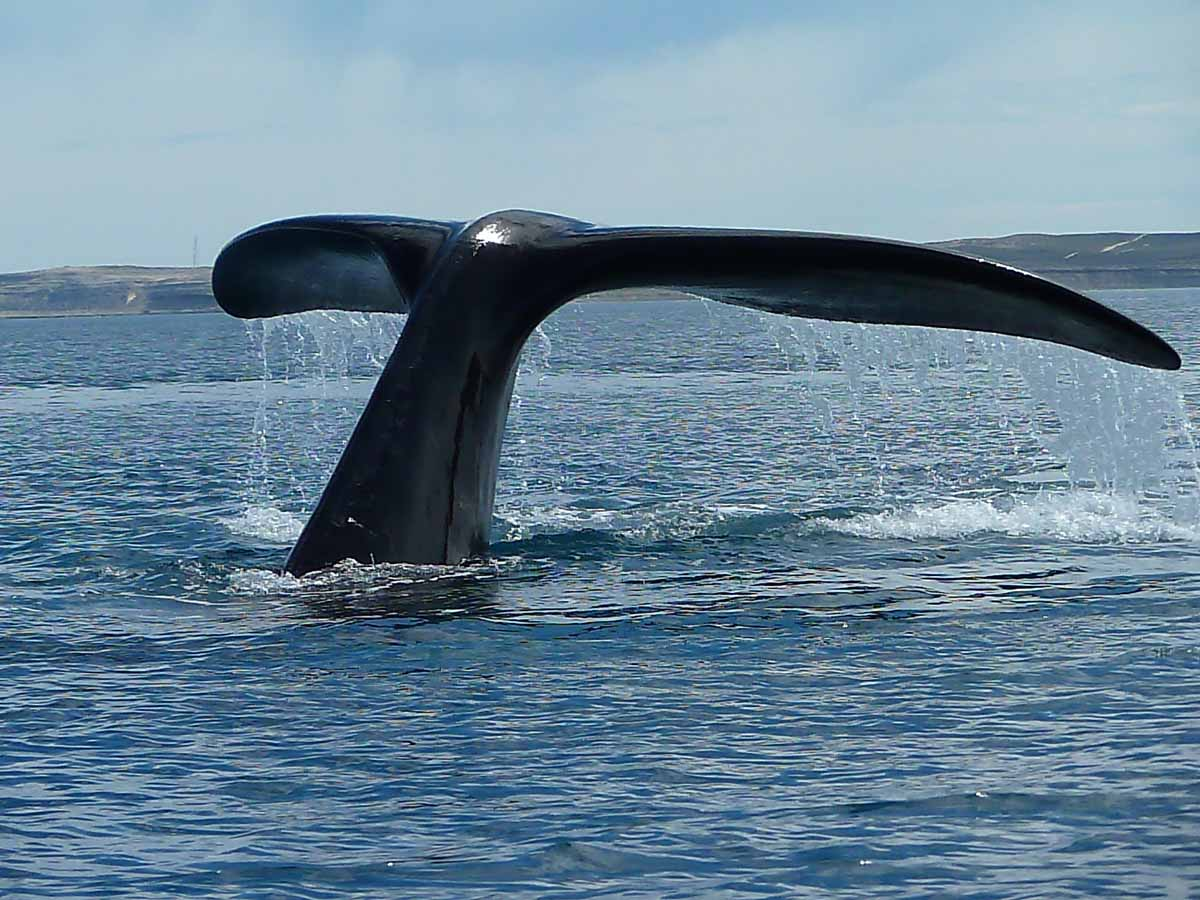
Coda di balena immersa
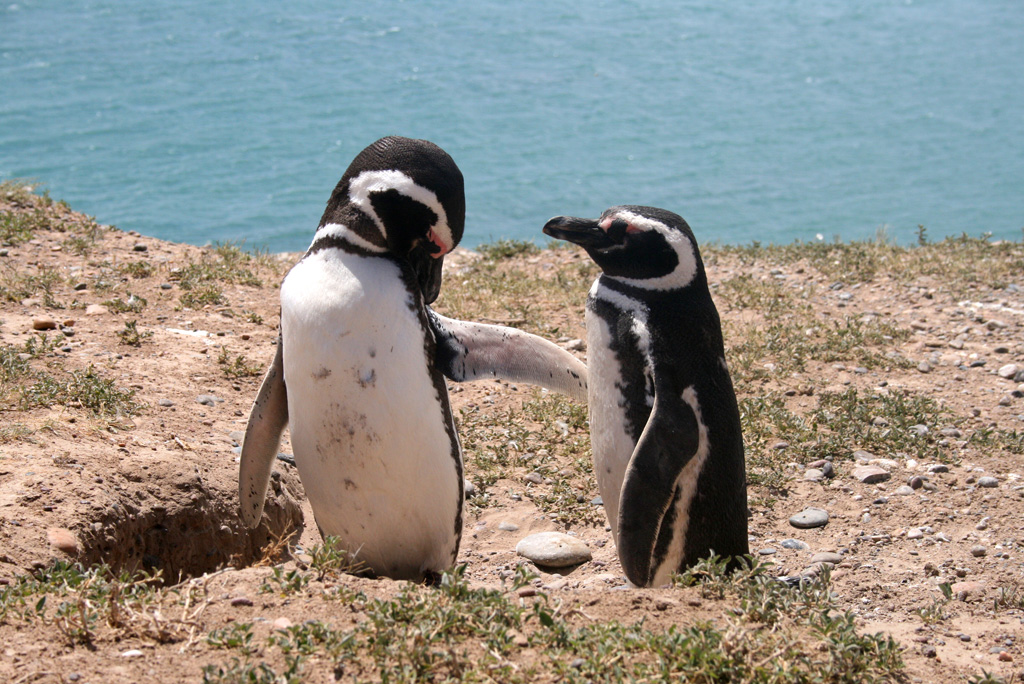
Pinguini
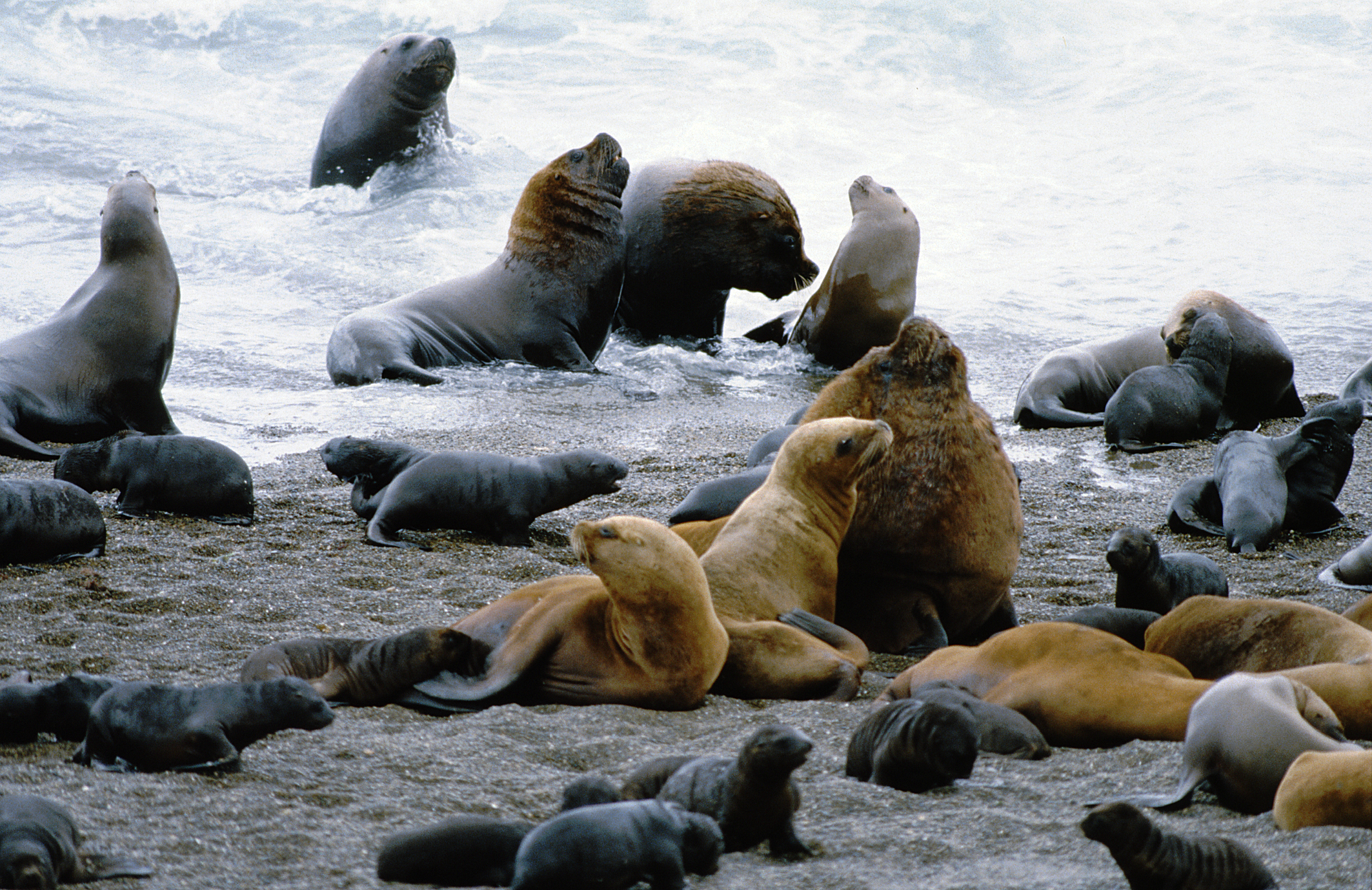
Foche